# Juan Alcalde
Juan Alcalde Alonso (Madrid, 9 de febrero de 1918- Madrid, 31 de mayo de 2020) fue un pintor y grabador español.

## Biografía
Nace en el Rastro de Madrid. Su padre, zapatero, viendo que en el colegio Juan destaca por su habilidad para el dibujo, decide a los doce años llevarlo a trabajar con un amigo litógrafo.
En 1931 estudia en la Escuela de Artes y Oficios de Madrid y en 1933 ingresa en la Real Academia de Bellas Artes de San Fernando, donde cursará estudios hasta el estallido de la Guerra Civil.
Cuando el Conde de Romanones, director de la Real Academia le había prometido una beca para estudiar en París, el inicio de la guerra civil trunca sus esperanzas y junto con su hermano, que caerá muerto, estará en el frente de Madrid.
Se tiene que retirar a Francia donde es internado en un campo de concentración. A punto de morir de disentería, llega a dormir en un ataúd hasta que un médico intercede por él y es ingresado en un viejo hospital de Perpiñán en el que convive con enfermos mentales.

### Exilio
Realiza sus primeras exposiciones en Francia. En 1944 regresa a Madrid donde se casa con Conchita Moreda, pero en 1950, vende todas sus pertenencias y emigra a Caracas.
En Venezuela consigue vivir bien de su profesión de pintor, realiza regularmente encargos y exposiciones, sin embargo, no se siente cómodo, el éxito fácil le incomoda y tras pasar diez años en los que vive sin dificultades, decide volver a vender sus bienes y en 1961 regresa a París junto a su mujer y su hijo.
Se instala a las afueras del Sena y pinta las gabarras que lo recorren, las tabernas o a los trabajadores de la orilla del río. La vida en Francia es mucho más cara y los ahorros de Venezuela se agotan enseguida. La familia pasa a instalarse en el Nancy-Hotel, un modesto hotel en el que se encuentran con otros exiliados. En esos frecuenta a otros miembros de la Escuela Española de París como Baltasar Lobo, Joaquín Peinado o Hernando Viñes y conoce al que será uno de sus grandes amigos, el mimo Marcel Marceau. Durante los siguientes diez años, Alcalde, ya con dos hijos, combina el trabajo nocturno en una academia con la pintura. Su obra empieza a ser apreciada por la crítica y el público y en 1973 el ayuntamiento de París le concede un estudio de forma definitiva.
Pese a los años vividos en París, los recuerdos de El Rastro y de Madrid siguen presentes y ahora que su pintura gana reconocimiento, empieza a pensar en regresar a Madrid.

## Regreso a Madrid

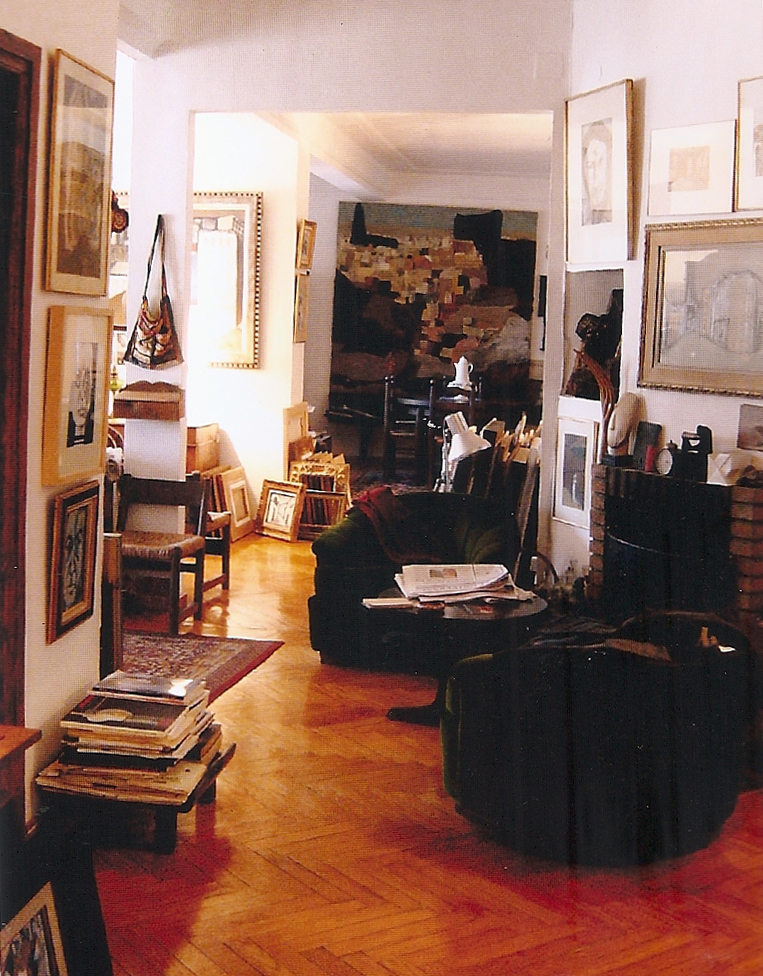
Vista del estudio de Juan Alcalde. Febrero 2004

En 1980 viaja a Nueva York y finalmente en 1983 decide regresar a Madrid de forma definitiva. Tras su regreso participa en exposiciones colectivas vinculadas a la Escuela española de París en las que aparece junto a amigos como Joaquín Peinado, Manuel Ángeles Ortiz o Hernando Viñes, destacando por ejemplo la celebrada en la Sala Dalmau de Barcelona en 2004 bajo el título “25 anys de galería” y que fue galardonada como la mejor del año por la Asociación Catalana de Crítica de Arte. Asimismo, realiza diversas individuales por toda la geografía española.
En 1985 se publica la monografía “Juan Alcalde, de ventolera en ventolera”, de Joaquín de la Puente con prólogo de Camilo José Cela, que comenta de su obra:
“Juan Alcalde es un clásico por encima de las academias y los convencionales equilibrios de los escritores porque, a solas con su corazón, con su paleta y con su soledad, Juan Alcalde sabe pintarnos el mundo de primera mano y con el trazo atenazador –y sobrecogedor- de la más sabia y angélica de todas las inocencias: la del artista que tiene la gracia mágica –e incluso dolorosa- de convertir en velocísimo y maduro arte cuanto toca, El Giotto también fue un pintor mágico amargo y solitario.”
Entre sus exposiciones individuales destaca la celebrada en 2001 en la Sala Dalmau de Barcelona. Al respecto de la misma, en su artículo “El último de París”, el doctor en historia del arte y exdirector del Museo Nacional de Arte de Cataluña Xavier Barral, escribió:
[...]“Alcalde es él mismo, con su geometría solitaria, la regularidad de las ciudades ahora expuestas, de París a Nueva York y Roma, sus colores, el blanco alcaldiano, el gusto por el circo; tantas cosas que hacen de un hombre, un artista, un asceta esencial y esencialista en pintura, un enamorado de la realidad y de la vida, un hombre delicioso y natural.[...].
El crítico de El Periódico de Catalunya Josep Maria Cadena comentó sobre la muestra:
“La pintura de Alcalde es de las que llegan a lo más hondo sin necesidad de trascendentalismos. Siente lo que dice y lo transmite con la sencillez de lo que resulta importante”.
A partir de 2006, inicia un intenso trabajo editando libros de bibliófilo.